# Taça UEFA (troféu)
A taça UEFA é o troféu concedido ao campeão da UEFA Europa League. É a taça mais pesada atribuída à UEFA, com um peso de 15 quilogramas, 65 centímetros de altura, 33 de largura e 23 de profundidade. O troféu é representado na logomarca oficial do torneio.

## Aspectos físicos
O troféu consiste em uma taça de prata posta sobre uma base de mármore dourada, sendo desenhada e esculpida por pela Bertoni, em Milão. Na base, vemos as bandeira das países membros da UEFA e a inscrição "COUPE UEFA". Vemos, ainda, um grupo de jogadores que parece disputar uma bola e seguram o troféu octagonal. Ao contrário de troféus entregues aos vencedores de outros torneios europeus, como a UEFA Champions League e UEFA EURO, a Taça UEFA não possui pegas ("orelhas", no português brasileiro).

## Posse

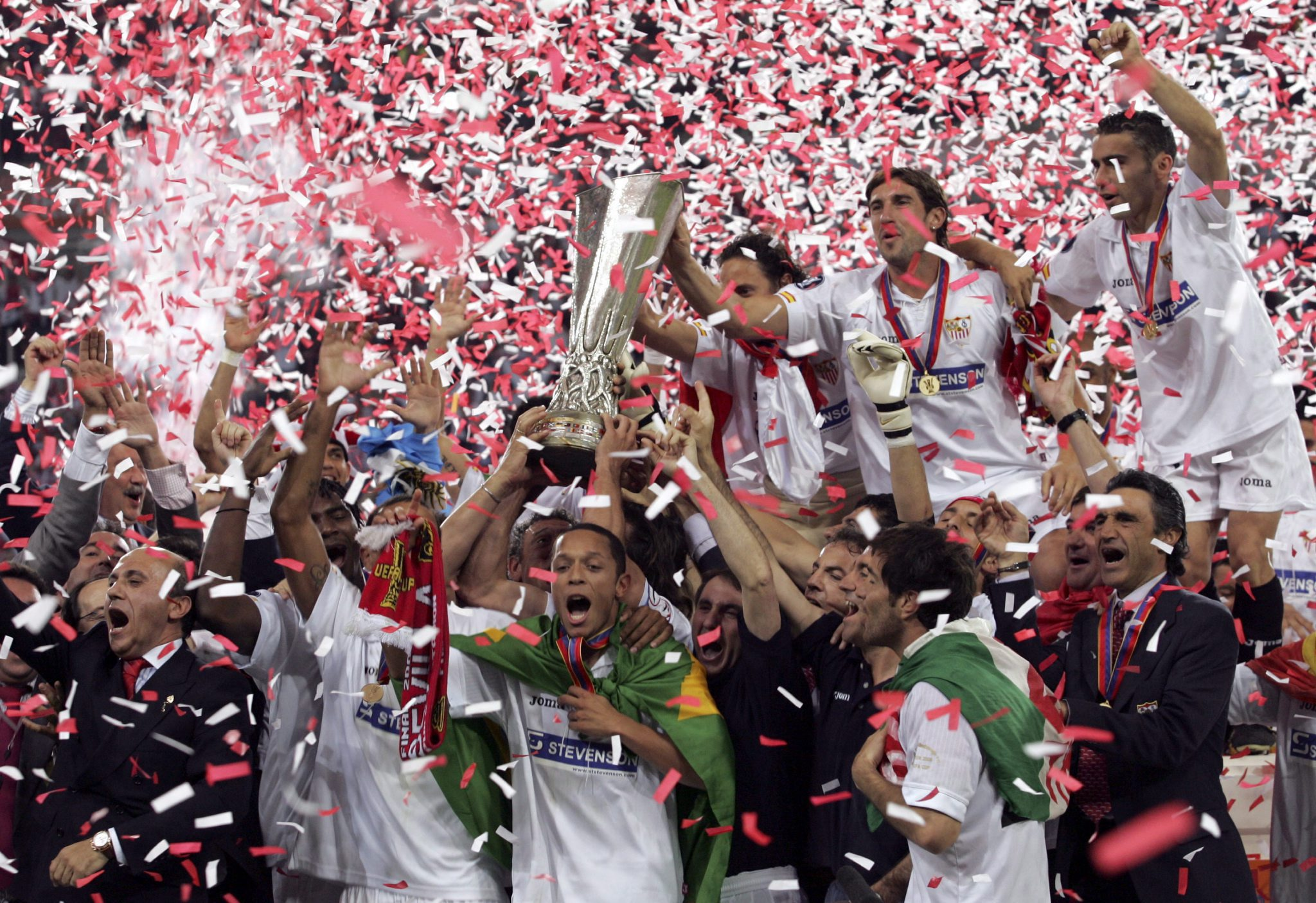
Jogadores do Sevilha celebrando a conquista da Liga Europa da UEFA e erguendo a Taça UEFA.

A taça original fica na sede da UEFA, o clube vencedor tem direito a uma réplica exata. A equipe que conquista a Liga Europa da UEFA três vezes consecutivas, caso do Sevilha no ciclo 2013/14, 2014/15 e 2015/16, ganha uma menção especial de reconhecimento. A equipe espanhola também é a que mais vezes conquistou o troféu, Seis, no total.